# Amreli
Amreli è una suddivisione dell'India, classificata come municipality, di 90.243 abitanti, capoluogo del distretto di Amreli, nello stato federato del Gujarat. In base al numero di abitanti la città rientra nella classe II (da 50.000 a 99.999 persone).

## Geografia fisica
La città è situata a 21° 37' 0 N e 71° 13' 60 E e ha un'altitudine di 127 m s.l.m..

## Società

### Evoluzione demografica
Al censimento del 2001 la popolazione di Amreli assommava a 90.243 persone, delle quali 46.772 maschi e 43.471 femmine. I bambini di età inferiore o uguale ai sei anni assommavano a 9.275, dei quali 5.178 maschi e 4.097 femmine. Infine, coloro che erano in grado di saper almeno leggere e scrivere erano 70.036, dei quali 38.332 maschi e 31.704 femmine.